# Vincenzo Nibali
Vincenzo Nibali (ur. 14 listopada 1984 w Mesynie) – włoski kolarz szosowy. Olimpijczyk (2008, 2012, 2016 i 2020).
W 2014, zwyciężając w Tour de France, został szóstym kolarzem w historii, który wygrał klasyfikację generalną wszystkich trzech wielkich tourów – w Giro d’Italia triumfował dwukrotnie (2013 i 2016), a w Vuelta a España (2010) i Tour de France (2014) po razie.
Kolarstwo uprawia również jego brat, Antonio Nibali.

## Osiągnięcia
Opracowano na podstawie:

2002
- 1. miejsce w mistrzostwach Włoch juniorów (start wspólny)
- 1. miejsce w Giro della Lunigiana
- 3. miejsce w mistrzostwach świata juniorów (jazda indywidualna na czas)

2004
- 3. miejsce w Giro di Toscana U23
  - 1. miejsce w klasyfikacji młodzieżowej
  - 1. miejsce w klasyfikacji górskiej
  - 1. miejsce na 4. etapie
- 3. miejsce w mistrzostwach świata U23 (jazda indywidualna na czas)

2006
- 2. miejsce w Settimana Internazionale di Coppi e Bartali
  - 1. miejsce na 2. etapie
- 3. miejsce w Eneco Tour
- 1. miejsce w Grand Prix de Plouay

2007
- 1. miejsce w GP Industria & Artigianato di Larciano
- 1. miejsce w Giro di Toscana
- 1. miejsce na 1. etapie Giro d’Italia (jazda drużynowa na czas)
- 2. miejsce w Dirka po Sloveniji
  - 1. miejsce w klasyfikacji punktowej
  - 1. miejsce na 3. i 4. etapie
- 2. miejsce w mistrzostwach Włoch (jazda indywidualna na czas)

2008
- 3. miejsce w Settimana Internazionale di Coppi e Bartali
- 1. miejsce w Giro del Trentino
  - 1. miejsce na 3. etapie

2009
- 1. miejsce w Giro dell’Appennino
- 6. miejsce w Tour de France
- 1. miejsce w Gran Premio Città di Camaiore

2010
- 1. miejsce w Tour de San Luis
  - 1. miejsce na 4. etapie
- 3. miejsce w Giro d’Italia
  - 1. miejsce na 4. (jazda drużynowa na czas) i 14. etapie
- 1. miejsce w Dirka po Sloveniji
  - 1. miejsce na 3. etapie
- 3. miejsce w Vuelta a Burgos
- 1. miejsce w Trofeo Melinda
- 1. miejsce w Vuelta a España
  - 1. miejsce w klasyfikacji kombinowanej

2011
- 2. miejsce w Giro d’Italia
  - 1. miejsce na 16. etapie
- 7. miejsce w Vuelta a España

2012
- 2. miejsce w Tour of Oman
  - 1. miejsce na 5. etapie
- 1. miejsce w Tirreno-Adriático
  - 1. miejsce w klasyfikacji punktowej
  - 1. miejsce na 5. etapie
- 3. miejsce w Mediolan-San Remo
- 2. miejsce w Liège-Bastogne-Liège
- 3. miejsce w Tour de France
- 1. miejsce w Giro di Padania
  - 1. miejsce w klasyfikacji górskiej
  - 1. miejsce w klasyfikacji punktowej
  - 1. miejsce na 4. etapie

2013
- 1. miejsce w Tirreno-Adriático
- 1. miejsce w Giro del Trentino
  - 1. miejsce w klasyfikacji górskiej
  - 1. miejsce na 4. etapie
- 1. miejsce w Giro d’Italia
  - 1. miejsce na 14., 18. i 20. etapie
- 3. miejsce w Vuelta a Burgos
- 2. miejsce w Vuelta a España
  - 1. miejsce na 1. etapie (jazda drużynowa na czas)

2014
- 1. miejsce w mistrzostwach Włoch (start wspólny)
- 1. miejsce w Tour de France
  - 1. miejsce na 2., 10., 13. i 18. etapie

2015
- 1. miejsce w mistrzostwach Włoch (start wspólny)
- 4. miejsce w Tour de France
  - 1. miejsce na 19. etapie
- 2. miejsce w Coppa Agostoni
- 1. miejsce w Coppa Bernocchi
- 3. miejsce w Memorial Marco Pantani
- 1. miejsce w Tre Valli Varesine
- 1. miejsce w Giro di Lombardia

2016
- 1. miejsce w Tour of Oman
  - 1. miejsce na 4. etapie
- 1. miejsce na 1. etapie Giro del Trentino (jazda drużynowa na czas)
- 1. miejsce w Giro d’Italia
  - 1. miejsce na 19. etapie

2017
- 1. miejsce w Tour of Croatia
- 3. miejsce w Giro d’Italia
  - 1. miejsce na 16. etapie
- 2. miejsce w Vuelta a España
  - 1. miejsce na 3. etapie
- 2. miejsce w Giro dell’Emilia
- 3. miejsce w Tre Valli Varesine
- 1. miejsce w Giro di Lombardia

2018
- 1. miejsce w Mediolan-San Remo
- 2. miejsce w Giro di Lombardia

2019
- 3. miejsce w Tour of the Alps
- 2. miejsce w Giro d’Italia
- 1. miejsce na 20. etapie Tour de France

2020
- 3. miejsce w La Drôme Classic
- 7. miejsce w Giro d’Italia

2021
- 1. miejsce w Giro di Sicilia
  - 1. miejsce na 4. etapie

2022
- 4. miejsce w Giro d’Italia

## Rankingi
| Rok                | 2006 | 2007 | 2008 | 2009 | 2010 | 2011 | 2012 | 2013 | 2014 | 2015 | 2016  | 2017 | 2018 | 2019 | 2020 | 2021 | 2022 |
| ------------------ | ---- | ---- | ---- | ---- | ---- | ---- | ---- | ---- | ---- | ---- | ----- | ---- | ---- | ---- | ---- | ---- | ---- |
| UCI ProTour        | 25.  | 122. | -    |      |      |      |      |      |      |      |       |      |      |      |      |      |      |
| UCI World Calendar |      |      |      | 36.  | 5.   |      |      |      |      |      |       |      |      |      |      |      |      |
| UCI World Tour     |      |      |      |      |      | 7.   | 4.   | 5.   | 5.   | 19.  | 12.   | 5.   | 35.  |      |      |      |      |
| World Ranking      |      |      |      |      |      |      |      |      |      |      | 21.   | 6.   | 45.  | 32.  | 25.  | 134. | 92.  |
| UCI Europe Tour    |      |      |      |      |      |      |      |      |      |      | 1121. | 42.  | 511. | 24.  | 22.  | 114. | 77.  |
| UCI Asia Tour      |      |      |      |      |      |      |      |      |      |      | 9.    | -    | 278. |      |      |      |      |
| UCI America Tour   |      |      |      |      |      |      |      |      |      |      | 407.  | 128. | -    |      |      |      |      |
|                    |      |      |      |      |      |      |      |      |      |      |       |      |      |      |      |      |      |
| Źródło: UCI        |      |      |      |      |      |      |      |      |      |      |       |      |      |      |      |      |      |